# Tuxentius melaena
The Black pie or Dark pied pierrot (Tuxentius melaena) là một loài bướm ngày thuộc họ Bướm xanh. Nó được tìm thấy ở Africa.
Sải cánh dài 19–24 mm đối với con đực và 21–25 mm đối với con cái. Con trưởng thành bay quanh năm, but are most common từ tháng 10 đến tháng 3.
Ấu trùng ăn Ziziphus mucronata và probably other Ziziphus species.

## Phụ loài
- Tuxentius melaena melaena (South Africa (East Cape to KwaZulu-Natal coast, then into Gauteng, Mpumalanga, the Limpopo Province và North West Province) to Zimbabwe, Mozambique, Malawi, Zambia, Tanzania, Kenya, Ethiopia)
- Tuxentius melaena griqua (Trimen, 1887) (North Cape)